# Kathedralenplatz Vilnius

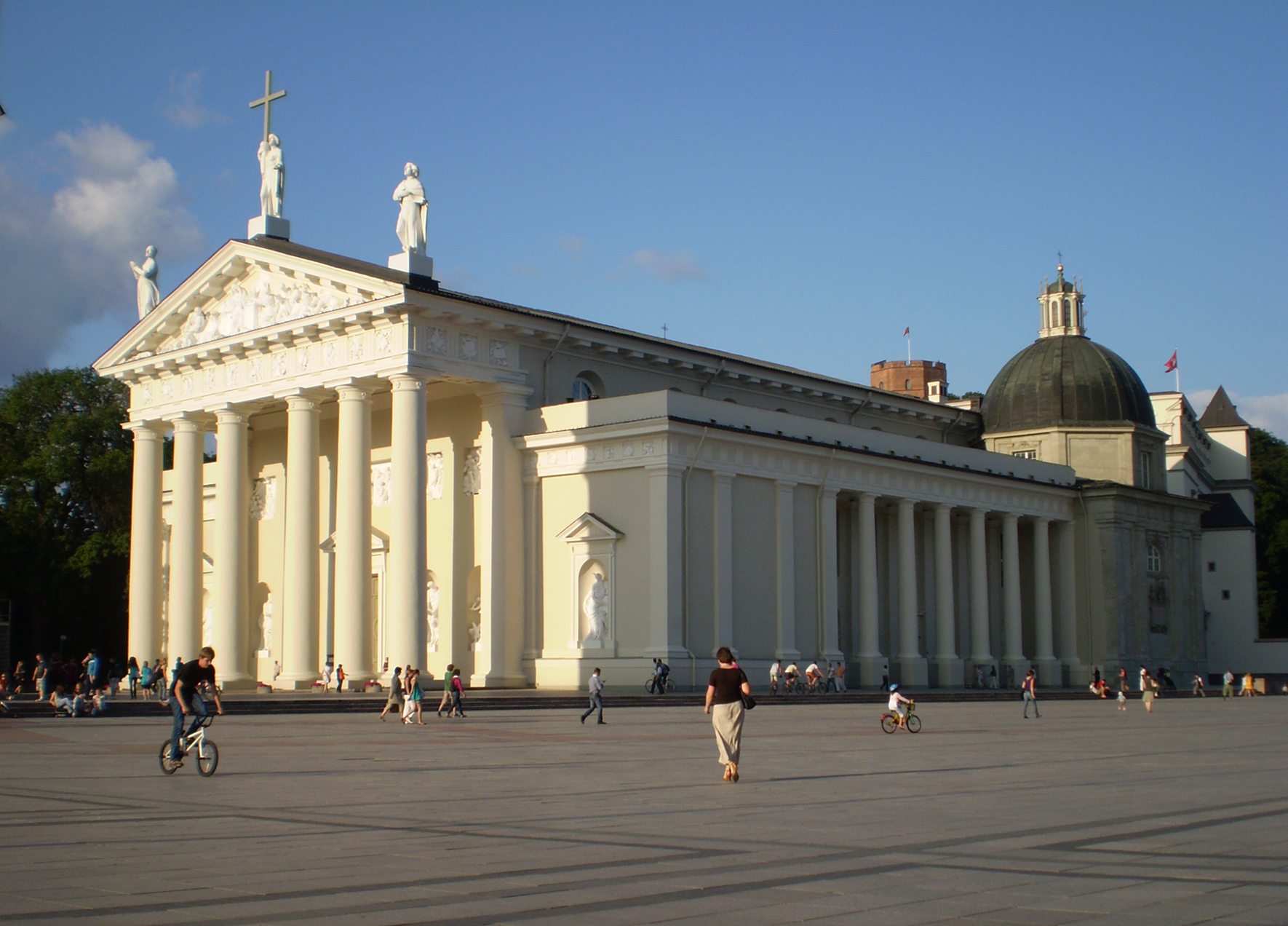
Kathedrale St. Stanislaus am Kathedralenplatz (2009)

Der Kathedralenplatz Vilnius ist der bekannteste und älteste Platz in Litauens Hauptstadt Vilnius. Er ist in der Altstadt Vilnius, an der Kathedrale St. Stanislaus, an der Straße Šventaragio-Straße und Gedimino prospektas. Hier finden verschiedene Veranstaltungen statt. Es gibt den Kathedralenturm Vilnius und Gediminas-Denkmal (gebaut 1996).